# Skating Saints de St. Lawrence (hockey sur glace)
Pour le club omnisports des Saints, voir Saints de St. Lawrence.
Les Skating Saints de St. Lawrence sont une équipe universitaire de hockey féminin basé à Canton dans l'État de New York. L'équipe défend les couleurs de l'université de St. Lawrence, et fait partie de la conférence ECAC Hockey dans le championnat NCAA. Les Skating Saints jouent leurs matchs à domicile au Appleton Arena.
L'entraineur actuel est Chris Wells, un ancien membre de l'Université St. Lawrence. Il en est à sa deuxième saison comme entraineur-chef avec l'équipe et a une fiche de 39 victoires, 23 défaites et 10 égalités.
L'équipe de hockey masculin de St. Lawrence se nomme les Saints de l'université St. Lawrence.

## Histoire
Au début club autonome, l'équipe a beaucoup de succès lors de son entrée dans la Division I NCAA en 1999. Depuis, l'équipe a participé à quatre Frozen Four en huit ans. L'Université St. Lawrence est la première école à avoir, en même temps, son équipe masculine et son équipe féminine de hockey sur glace dans ce tournoi de la Division I. L'équipe a également remporté la première édition du Frozen Four féminin.
Le premier match des Skating Saints est disputé en 1974, comme club autonome. Puis l'équipe est transférée en Division III de la NCAA en 1979 et gagne trois tournois ECAC féminin consécutifs (en 1990, 1991 et 1992).
Après la saison 2007-2008, l'entraineur Paul Flanagan quitte St. Lawrence pour joindre l'Université de Syracuse. Flanagan est l'entraîneur le plus prolifique de l'histoire des Skating Saints avec une fiche de 230-83-24. À la suite de ce départ, l'entraîneur adjoint de l'équipe masculine Chris Wells le remplace à la direction des Skating Saints . Lors de sa première saison comme entraineur chef, Wells mène l'équipe féminine au championnat national NCAA avec une fiche de 24-11-3.

## Saison après saison
| Saison    | Victoires | Défaites | Égalité | Entraineur      | Séries éliminatoires |
| 2010–11   | 7         | 8        | 2       | Chris Wells     |                      |
| 2009–10   | 16        | 14       | 7       | Chris Wells     |                      |
| 2008–09   | 24        | 11       | 3       | Chris Wells     |                      |
| 2007–08   | 28        | 10       | 1       | Paul Flanagan   |                      |
| 2006–07   | 29        | 8        | 3       | Paul Flanagan   |                      |
| 2005–06   | 31        | 5        | 2       | Paul Flanagan   |                      |
| 2004–05   | 28        | 8        | 5       | Paul Flanagan   |                      |
| 2003–04   | 28        | 10       | 1       | Paul Flanagan   |                      |
| 2002-2003 | 22        | 9        | 4       | Paul Flanagan   |                      |
| 2001-2002 | 22        | 10       | 4       | Paul Flanagan   |                      |
| 2000-2001 | 24        | 8        | 3       | Paul Flanagan   |                      |
| 1999-2000 | 18        | 15       | 1       | Paul Flanagan   |                      |
| 1998-1999 | 11        | 18       | 2       | Ron Waske       |                      |
| 1997-1998 | 8         | 16       | 3       | Ron Waske       |                      |
| 1996-1997 | 7         | 19       | 0       | Pam Mahoney     |                      |
| 1995-1996 | 6         | 15       | 2       | Bernie McKinnon |                      |
| 1994-1995 | 9         | 10       | 0       | Bernie McKinnon |                      |
| 1993-1994 | 10        | 9        | 1       | Bernie McKinnon |                      |
| 1992-1993 | 10        | 8        | 2       | Bernie McKinnon |                      |
| 1991-1992 | 8         | 9        | 1       | Bernie McKinnon |                      |
| 1990-1991 | 5         | 11       | 3       | Bernie McKinnon |                      |
| 1989-1990 | 4         | 13       | 1       | Bernie McKinnon |                      |
| 1988-1989 | 7         | 16       | 0       | Bernie McKinnon |                      |
| 1987-1988 | 7         | 11       | 0       | Bernie McKinnon |                      |
| 1986-1987 | 14        | 9        | 0       | Bernie McKinnon |                      |
| 1985-1986 | 9         | 10       | 1       | Bernie McKinnon |                      |
| 1984-1985 | 12        | 7        | 0       | Bernie McKinnon |                      |
| 1983-1984 | 14        | 5        | 0       | Bernie McKinnon |                      |
| 1982-1983 | 12        | 7        | 1       | Bernie McKinnon |                      |
| 1981-1982 | 12        | 5        | 1       | Bernie McKinnon |                      |
| 1980-1981 | 8         | 10       | 1       | Bernie McKinnon |                      |
| 1979-1980 | 12        | 4        | 0       | Bernie McKinnon |                      |
| 1978-1979 | 11        | 5        | 0       | Bernie McKinnon |                      |

## Entraineurs
| Années           | Nom                   | Fiche      |
| ---------------- | --------------------- | ---------- |
| 1974             | Bill Coakley          | 1-1-1      |
| 1974-77          | Tom McDonald          |            |
| 1978-1997        | Bernie McKinnon       | 170-164-14 |
| 1996-97          | Ron Waske/Pam Seaborn | 17-19-0    |
| 1997-99          | Ron Waske             | 19-34-5    |
| 1999-2008        | Paul Flanagan         | 230-83-24  |
| 2008-aujourd'hui | Chris Wells           | 24-11-3    |

## Joueuses notables
- Isabelle Chartrand (en) et Gina Kingsbury toutes les deux ont joué avec l'Équipe du Canada de hockey sur glace féminin aux Jeux olympiques. Sabrina Harbec et Gina Kingsbury anciennes Skating Saints, évoluent dans la Ligue canadienne de hockey féminin.

## Meilleures marqueuses
| Joueuse         | Années jouées | Points |
| Sabrina Harbec  | 2004-2008     | 217    |
| Rebecca Russell | 2001-2005     | 178    |
| Chelsea Grills  | 2003-2008     | 167    |
| Carson Duggan   | 2000-2004     | 159    |
| Gina Kingsbury  | 2000-2004     | 152    |